# კ
K'ani (asomtavruli Ⴉ, nuskuri ⴉ, mkhedruli კ, mtavruli Კ) là chữ cái thứ 11 trong bảng chữ cái Gruzia.
Trong hệ thống chữ số Gruzia, კ có giá trị là 20.

## Chữ cái
| asomtavruli | nuskuri | mkhedruli |
| ----------- | ------- | --------- |
|             |         |           |

## Mã hóa máy tính
| asomtavruli | nuskuri | mkhedruli |
| ----------- | ------- | --------- |
| U+10A9      | U+2D09  | U+10D9    |

## Chữ nổi
| mkhedruli |
| --------- |
|           |